# Periophthalmus gracilis
Espèce
Periophthalmus gracilis est une espèce de poissons d'eau saumâtre ou salée de la famille des Gobiidae.

## Répartition
Ce poisson se rencontre dans le bassin Indo-Pacifique, en Australie, en Indonésie, en Malaisie, aux Philippines et à Singapour.

## Description
Periophthalmus gracilis peut mesurer jusqu'à 45 mm, queue non comprise. Ce poisson est capable de vivre provisoirement à l'air libre, sur la vase ou les branches de la mangrove où il se nourrit d'insectes et de petits invertébrés.

## Classification
Le nom valide complet (avec auteur) de ce taxon est Periophthalmus gracilis Eggert (d), 1935.

### Étymologie
Son épithète spécifique, du latin gracilis, « mince, svelte » fait probablement référence à son corps légèrement plus mince que les autres espèces connues à l'époque.

### Publication originale
- (de) B. Eggert, « Beitrag zur Systematik, Biologie und geographischen Verbreitung der Periophthalminae. Ergebnisse einer durch die Notgemeinschaft der Deutschen Wissenschaft ermöglichten Reise nach Niederländisch-Indien... der Deutschen Wissenschaft 1929--1930 », Zoologische Jahrbücher. Abteilung für Systematik, Geographie und Biologie der Tiere, Allemagne, vol. 67,‎ 1935, p. 29-116 (ISSN 0323-7087).